# Sunipia rimannii
Sunipia rimannii är en orkidéart som först beskrevs av Heinrich Gustav Reichenbach, och fick sitt nu gällande namn av Gunnar Seidenfaden. Sunipia rimannii ingår i släktet Sunipia och familjen orkidéer. Inga underarter finns listade i Catalogue of Life.